# L'estate del mio primo bacio
L'estate del mio primo bacio è un film del 2006 diretto da Carlo Virzì.
Si tratta del primo film diretto da Carlo Virzì, uscito nei cinema il 1º giugno 2006. È scritto dallo stesso regista insieme al fratello Paolo e a Francesco Bruni e Teresa Ciabatti, autrice del romanzo Adelmo, torna da me (2002), cui si è attinto per il soggetto.

## Trama
Nell'estate del 1987, la tredicenne Camilla Randone si innamora di Adelmo Franci, il ragazzo che pulisce la piscina della sua villa al mare dell'Argentario. Camilla crede che possa essere lui il ragazzo del suo primo vero bacio, che non ha mai dato. Le amiche false, l'addio della sua migliore amica (la donna delle pulizie che la conosce da quando era piccola), il tradimento del padre e la poca considerazione degli amici della Roma "bene" in vacanza anche loro nelle ville della Maremma creano in Camilla una grande confusione.

## Produzione

### Riprese
Il film è stato girato all'Argentario (Orbetello, Porto Ercole e Porto Santo Stefano), in provincia di Grosseto.

## Inesattezze storiche
Al 56º minuto circa, un giovane Enrico Mentana guarda le notizie in TV. Il logo della Rai, però, rappresenta un errore, in quanto è quello della farfallina adottato nei primi anni duemila, che all'epoca in cui è ambientato il film non era ancora stato usato.
Nel film compare una Autobianchi Y10 terza serie, uscita nel 1992, cioè 5 anni dopo l'ambientazione del film.
Nella colonna sonora è possibile ascoltare la canzone Lullaby dei Cure, nonostante questa sia stata pubblicata nel 1989 mentre il film è ambientato nel 1987.